# Ignacy Nepomucen Bardziński
Ignacy Nepomucen Bardziński herbu Awdaniec (ur. 31 sierpnia 1750 w Głaznowie, zm. 15 grudnia 1813) – polski duchowny rzymskokatolicki, biskup pomocniczy gnieźnieński, proboszcz łęczycki, doktor obojga praw i teologii.

## Życiorys
Syn podczaszego łęczyckiego Józefa i Marii Morzęckiej herbu Mora. 23 czerwca 1776 przyjął święcenia diakonatu, a 21 lipca 1776 prezbiteriatu i został kapłanem archidiecezji gnieźnieńskiej. W 1799 mianowany kanonikiem gnieźnieńskim.
27 marca 1809 papież Pius VII prekonizował go biskupem pomocniczym gnieźnieńskim oraz biskupem in partibus infidelium satalskim. 2 lipca 1809 przyjął sakrę biskupią z rąk arcybiskupa gnieźnieńskiego Ignacego Raczyńskiego. Asystował mu biskup-nominat pomocniczy gnieźnieński o. Wawrzyniec Bartłomiej Ignacy Antoni Raczyński OCist.